# Élections générales micronésiennes de 2019
Des élections législatives se tiennent aux États fédérés de Micronésie le 5 mars 2019 afin de renouveler les quatorze membres du Congrès : dix représentants des districts, et quatre sénateurs représentant chacun un des États de la fédération. Un référendum sur la convocation d'une convention constitutionnelle est approuvé le même jour.
Treize des quatorze sénateurs sortants se représentent pour un nouveau mandat. Tous sont réélus, dont trois à l'unanimité dans leurs circonscriptions, faute d'opposants. Le président sortant des États fédérés de Micronésie, Peter Christian, est battu au poste de sénateur d'état de Pohnpei. Aucun parti n'existant aux États fédérés de Micronésie, l'ensemble des candidats et des élus sont sans étiquette.
Les sénateurs élisent ensuite en leur sein un nouveau président de la fédération, David Panuelo, et renouvelle Yosiwo George à la vice-présidence. 

## Contexte
Le gouvernement de l'État de Chuuk projette depuis 2015 de proposer à la population l'indépendance de Chuuk vis-à-vis des États fédérés de Micronésie, et entreprend d'organiser un référendum à ce sujet le même jour que les élections générales,. Il est finalement repoussé à une date indéterminée quelques semaines avant le scrutin.

## Système électoral et politique
Les États fédérés de Micronésie sont une république fédérale présidentielle. Le président est à la fois chef de l’État et chef du gouvernement. Il n'existe pas de partis politiques.
Le Congrès compte quatorze membres. Quatre d'entre eux représentent chacun l'un des États fédérés, et sont élus avec un mandat de quatre ans, au suffrage universel, par les citoyens de leurs États respectifs. Les dix autres sont élus par les citoyens au scrutin majoritaire simple avec un mandat de deux ans, à partir de dix districts répartis en proportion de la population : cinq dans l'État de Chuuk, un dans l'État de Kosrae, trois dans l'État de Pohnpei, et un dans l'État de Yap. Les élections de 2019 visent le renouvellement de l'ensemble de ces quatorze sièges. Après ces élections universelles directes, le président et le vice-président de Micronésie sont élus par le Congrès parmi les sénateurs, pour un maximum de deux mandats de quatre ans consécutifs. Leurs postes de sénateurs sont pourvus par de nouvelles élections,

## Résultats
|                       | Chuuk                                                                                  | Kosrae            | Pohnpei                                      | Yap             |
| --------------------- | -------------------------------------------------------------------------------------- | ----------------- | -------------------------------------------- | --------------- |
| Sénateurs d'État      | Wesley W. Simina                                                                       | Yosiwo P. George  | David W. Panuelo                             | Joseph Urusemal |
| Sénateurs de district | Florencio S. Harper Victor Gouland Derensio S. Konman Tiwiter Aritos Robson U. Romolow | Paliknoa K. Welly | Ferny S. Perman Dion G. Neth Esmond B. Moses | Isaac V. Figir  |

### Résultats détaillés
Trente-deux candidats concourent à ces élections d'après une liste officielle publiée en novembre 2018. Dans le second district 2 de Chuuk ainsi que pour le siège de sénateur d'état de Yap, seuls les sénateurs sortants se présentent. Toutefois, avant le scrutin, l'un des deux candidats du premier district retire sa candidature. Trois sénateurs sortants sont donc élus sans opposants,. Le président sortant Peter Christian est battu dans l'État de Pohnpei par David W. Panuelo, le premier recevant 6 716 suffrages et le second 6 775. Sur les quatorze sénateurs sortants, treize sont à nouveau candidats et sont réélus. Du fait d'une affluence plus forte que prévu, les bulletins de vote ont manqué à Kosrae et une vingtaine d'électeurs n'ont pu faire leur choix pour le poste de sénateur au mandat de 4 ans. Une prolongation du vote est donc fixée au 18 avril 2019 par le Bureau du directeur des élections nationales afin de permettre aux électeurs n'ayant pu voter de le faire.
| État    | Siège      | Candidats                 | Sortants | Voix   | %     | Résultat |  |
| ------- | ---------- | ------------------------- | -------- | ------ | ----- | -------- |  |
| Chuuk   | État       | Wesley Simina             | ✓        | 15 941 | 82,60 | Réélu    |  |
| Chuuk   | État       | Erin Eram                 | -        | 3 356  | 17,40 |          |  |
| Chuuk   |            |                           |          |        |       |          |  |
| Chuuk   | District 1 | Florencio Singkoro Harper | ✓        | 2 727  | 100   | Réélu    |  |
| Chuuk   |            |                           |          |        |       |          |  |
| Chuuk   | District 2 | Victory Gouland           | ✓        | 1 787  | 100   | Réélu    |  |
| Chuuk   |            |                           |          |        |       |          |  |
| Chuuk   | District 3 | Derensio Konman           | ✓        | 4 599  | 67,09 | Réélu    |  |
| Chuuk   | District 3 | Eflove Mailos             | -        | 2 256  | 32,91 |          |  |
| Chuuk   |            |                           |          |        |       |          |  |
| Chuuk   | District 4 | Tiwiter Aritos            | ✓        | 4 938  | 86,06 | Réélu    |  |
| Chuuk   | District 4 | Manuel Rawit              | -        | 555    | 9,67  |          |  |
| Chuuk   | District 4 | Smith Paulus              | -        | 245    | 4,27  |          |  |
| Chuuk   |            |                           |          |        |       |          |  |
| Chuuk   | District 5 | Robson Urak Romlow        | ✓        | 1 083  | 39,19 | Réélu    |  |
| Chuuk   | District 5 | Vidalino Jones Raatior    | -        | 684    | 24,76 |          |  |
| Chuuk   | District 5 | Zander Refilong           | -        | 461    | 16,68 |          |  |
| Chuuk   | District 5 | Arisao Aichem             | -        | 353    | 12,77 |          |  |
| Chuuk   | District 5 | Joseph Konno, Jr.         | -        | 182    | 6,59  |          |  |
|         |            |                           |          |        |       |          |  |
| Kosrae  | État       | Yosiwo George             | -        | 1 824  | 50,14 | Élu      |  |
| Kosrae  | État       | Aren Palik                | -        | 1 814  | 49,86 |          |  |
| Kosrae  |            |                           |          |        |       |          |  |
| Kosrae  | District   | Paliknoa Welly            | ✓        | 2 130  | 58,82 | Réélu    |  |
| Kosrae  | District   | Johnson Asher             | -        | 1 491  | 41,18 |          |  |
|         |            |                           |          |        |       |          |  |
| Pohnpei | État       | David Panuelo             | ✓        | 6 775  | 50,22 | Réélu    |  |
| Pohnpei | État       | Peter Christian           | -        | 6 716  | 49,78 |          |  |
| Pohnpei |            |                           |          |        |       |          |  |
| Pohnpei | District 1 | Ferny Perman              | ✓        | 2 396  | 52,87 | Réélu    |  |
| Pohnpei | District 1 | Merlynn Abello-Alfonso    | -        | 2 136  | 47,13 |          |  |
| Pohnpei |            |                           |          |        |       |          |  |
| Pohnpei | District 2 | Dion Neth                 | ✓        | 2 504  | 45,43 | Réélu    |  |
| Pohnpei | District 2 | Berney Martin             | -        | 1 082  | 19,63 |          |  |
| Pohnpei | District 2 | Herman Semes, Jr.         | -        | 984    | 17,85 |          |  |
| Pohnpei | District 2 | Quincy Lawrence           | -        | 942    | 17,09 |          |  |
| Pohnpei |            |                           |          |        |       |          |  |
| Pohnpei | District 3 | Esmond Moses              | ✓        | 2 543  | 68,77 | Réélu    |  |
| Pohnpei | District 3 | Marstella Jack            | -        | 1 155  | 31,23 |          |  |
|         |            |                           |          |        |       |          |  |
| Yap     | État       | Joseph Urusemal           | ✓        | 2 371  | 100   | Réélu    |  |
| Yap     |            |                           |          |        |       |          |  |
| Yap     | District   | Isaac Figir               | ✓        | 2 225  | 90,12 | Réélu    |  |
| Yap     | District   | Fidelik Thiyer-Fanoway    | -        | 244    | 9,88  |          |  |

### Élection du président et du vice-président et élections partielles
La première session de la nouvelle Assemblée législative, la vingtième, se tient le 11 mai 2019. Les sénateurs élisent à cette occasion David W. Panuelo, sénateur d'État de Pohnpei, à la présidence de la République et Yosiwo P. George, sénateur d'État de Kosrae comme vice-président, ce qu'il était déjà sous le mandat précédent. Des élections partielles ont donc lieu le 2 juillet pour remplacer leurs postes respectifs. Aren B. Palik obtient de poste de sénateur à Kosrae avec 1 916 votes, soit 54 % des suffrages exprimés, et l'ancien président Peter M. Christian celui de Pohnpei avec 6 060 votes, soit 46,46 %.
|                       | Chuuk                                                                                  | Kosrae            | Pohnpei                                      | Yap             |
| --------------------- | -------------------------------------------------------------------------------------- | ----------------- | -------------------------------------------- | --------------- |
| Sénateurs d'État      | Wesley W. Simina                                                                       | Aren B. Palik     | Peter M. Christian                           | Joseph Urusemal |
| Sénateurs de district | Florencio S. Harper Victor Gouland Derensio S. Konman Tiwiter Aritos Robson U. Romolow | Paliknoa K. Welly | Ferny S. Perman Dion G. Neth Esmond B. Moses | Isaac V. Figir  |